# 島根県立中央病院
島根県立中央病院（しまねけんりつちゅうおうびょういん）は、島根県出雲市姫原町にある医療機関。「島根県病院事業の設置等に関する条例」（昭和41年12月23日島根県条例第61号）により設置された県立の病院である。

## 概要
県内4カ所の救命救急センターの一つであり、島根県内で唯一の高度救命救急センターでもある。屋上にはヘリポートが設置されている。また総合周産期母子医療センターを有する。
島根県のドクターヘリ基地病院である。
1940年（昭和15年）23代目・田部長右衛門が、私財を投じて「私立松乃舎病院」を開設。1948年（昭和23年）県に移管され、島根県立中央病院となった。

## 施設概要
- 敷地面積 - 66,917平方メートル
- 延床面積 - 58,948平方メートル
  - 病院本館：54,700平方メートル（SRC造／地上10階／塔屋2階）
  - エネルギー棟：2,593平方メートル（RC造／地上2階）
- 病床数 - 634床（一般588床、精神40床、感染症6床）
- 利便施設 - コンビニ・軽食喫茶・郵便局・理容室・美容室・キャッシュコーナー
- 屋外施設 - 駐車場（約1,200台）・駐輪場・バス待合所・休憩所 [4]

## 診療科

### 中央診療部
- リハビリテーション科
- 放射線科・放射線治療科
- 内視鏡科
- 検査診断科
- 病理組織診断科

### 内科診療部
- 総合診療科
- 精神神経科
- 神経内科
- 呼吸器科
- 消化器科
- 循環器科
- リウマチ・アレルギー科
- 血液腫瘍科
- 内分泌代謝科

### 外科診療部
- 外科・乳腺科
- 整形外科
- 脳神経外科
- 呼吸器外科
- 心臓血管外科
- 泌尿器科
- 腎臓科

### 皮膚感覚器診療部
- 形成外科
- 皮膚科
- 眼科
- 耳鼻咽喉科
- 歯科（口腔外科）

### 救命救急診療部
- 救命救急科
- 麻酔科・手術科

### 母性小児診療部
- 小児科・新生児科
- 小児外科
- 産婦人科

### その他
- 地域医療科

合計36科

## アクセス
- JR西日本出雲市駅より一畑バス日御碕線・大社線（ゆめタウン経由便）またはスサノオ観光大寺線の「中央病院」で下車。

## 周辺
- 国道9号出雲バイパス
- ゆめタウン出雲